# Языковой активизм
Языковой активизм — действия граждан и общественных организаций, направленные на изменение языковой ситуации на той или иной территории. Такая деятельность может включать в себя борьбу за соблюдение языковых прав населения в разных сферах жизни, сохранение, развитие или возрождение языков этнических меньшинств, коренных народов, региональных языков и других идиомов, находящихся под угрозой исчезновения, популяризацию лингвистического знания и языкового разнообразия. Хотя действия активистов часто направлены на изменение языковой политики, эти понятия не следует смешивать, поскольку языковая политика остаётся прерогативой государства, которое может игнорировать низовые инициативы.
Активисты могут заниматься как языковой ситуацией в целом, так и конкретными языками, причём даже в последнем случае они зачастую не относят себя к соответствующему этническому сообществу и не владеют тем языком, который продвигают, как родным. Так, в России работают активисты чувашского языка из Украины и Каталонии, а один из наиболее заметных активистов нанайского языка родом из Великого Новгорода и не является этническим нанайцем.